# Music for the Masses
Music for the Masses é o sexto álbum de estúdio da banda inglesa de música eletrônica Depeche Mode. Foi lançado em 28 de setembro de 1987 pela Mute Records.
O álbum marcou um período de grande sucesso comercial do Depeche Mode, onde a banda entrou em turnê mundial com a monstruosa Music for the Masses Tour e conseguiu mais hits nos Estados Unidos e resto do mundo do que nunca. Nessa era, foi perceptível a evolução sonora do som atmosférico que vinha sendo trabalhado anteriormente em Black Celebration, seu quinto álbum de estúdio, sem contar a adição de novos sons e experimentação com sintetizadores em detrimento da técnica de sampling, amplamente utilizada em discos anteriores. Em Music for the Masses, o Depeche Mode concretiza mais uma fase do longo processo de metamorfose pelo qual a banda passou desde o lançamento de seu primeiro single, "Dreaming of Me" (1981), até o lançamento de "Stripped" (1986), de seu álbum anterior, e agora, de seu novo disco.
Em uma resenha de retrospectiva, a revista Q enxergou as narrativas de Music for the Masses como estando dentre as mais incertas e contemplativas da banda, e afirmou que a maior parte de suas canções eram "verdadeiros diamantes no escuro". A revista ainda acrescenta que, naquele ponto, foi a primeira vez em que o Depeche Mode foi de fato "levado a sério". Sal Cinquemani, da Slant Magazine, disse que o Music for the Masses mostrou um lado mais sombrio da cena "synth-pop" durante os anos 1980, sendo um sucesso entre ambos críticos e consumidores.
Andy Fletcher e Martin Gore, membros da banda, também explicaram que o título do álbum (em tradução literal, Música para as Massas) surgiu como uma piada. Fletcher disse que "O título é [...] meio que uma ironia, na verdade. Todo mundo fala pra gente que devíamos fazer música mais comercial, então foi por isso que escolhemos esse título." De acordo com Gore, o título era "uma piada na não-comercialidade [do álbum]. Era qualquer coisa, menos música pras massas!"

## Antecendentes, gravação e lançamento
A partir de 1986, com o lançamento de Black Celebration, o Depeche Mode passava por mais uma fase de mudanças em seu som. Construction Time Again e Some Great Reward (de 1983 e 1984, respectivamente) representaram a sua fase de pop industrial, sendo o sampling amplamente utilizado no período, o que dava o toque marcante das produções da banda até aquele momento. Contudo, a partir do lançamento de "Shake the Disease", que se mostrou um refinamento de ambas composições de Martin Gore, como também do som da banda até 1985, uma mudança que só se concretizaria com o lançamento de seu décimo quinto single, "Stripped", se iniciava. Com essa canção e o lançamento de seu quinto disco, a banda introduziu um som sinistro, altamente atmosférico e consistente. Além das própria composições de Martin Gore, que se tornaram mais pessimistas e com um tom mais obscuro.
Para o Music for the Masses, o som da banda e seus métodos de trabalho continuaram a se desenvolver. Foi a primeira vez em que trabalharam com um produtor não relacionado com a Mute Records. Isso se deu com os momentos difíceis que ocorreram durante as sessões de produção conflituosas do Black Celebration, o que fez com que Daniel Miller, colaborador da banda anteriormente, se afastasse voluntariamente da produção do álbum. Assim, Dave Bascombe (que já havia trabalhado com o Tears for Fears e It's Immaterial) entra em cena. Alan Wilder, contudo, afirma que o papel de Bascombe acabou se tornando mais de um engenheiro de som do que produtor.
Alan Wilder, quando perguntado sobre o processo de produção de uma das faixas do disco, "Strangelove", em 1989, responde: "A única coisa que vem na minha mente sobre 'Strangelove' é a quantidade de tempo que ficamos gravando [ela] e as discussões que isso causou. Não consigo nem dizer a quantidade de vezes que tivemos que refazê-la. Nós tivemos que mudar a linha de baixo pelo menos umas cem vezes. Nós também tivemos muita parte da percussão que removemos. O problema, de fato, é que decidimos que [a faixa] viraria single antes mesmo de gravarmos ela, e isso complicou as coisas."
No quesito sonoro, a banda se afastou do sampling em detrimento da experimentação com sintetizadores. Entretanto, apesar de menos sombrio que as tonalidades exploradas em Black Celebration, Music for the Masses é um claro descendente do trabalho ali encetado. E é inegável que o som mais atmosférico e obscuro introduzido em Black Celebration, agora se tornava parte do som da banda. Ainda nesse sentido, durante o processo de criação do Music for the Masses, o Depeche Mode pôde atestar uma maior expressão de sua personalidade artística, tanto por meio de sua imagem (com a colaboração do fotógrafo Anton Corbjin), da afinação de uma abordagem sonora e da aprendizagem das artes do palco.
O título do álbum, por sua vez, surge de forma irônica ao brincar com a alta demanda de um som mais mainstream por parte da banda. Andy Fletcher e Martin Gore, membros da banda, explicam que o título do álbum (em tradução literal, Música para as Massas) era como uma piada. Fletcher disse que "O título é [...] meio que uma ironia, na verdade. Todo mundo fala pra gente que devíamos fazer música mais comercial, então foi por isso que escolhemos esse título." De acordo com Gore, o título era "uma piada na não-comercialidade [do álbum]. Era qualquer coisa, menos música pras massas!" Em entrevista para a NME, em 1990, Alan Wilder ainda acrescenta: "Tem muito mais humor do que nos são dados créditos. Talvez é só nosso [humor], ou particularmente o de Martin, que é um pouco mais específico." Contudo, apesar do caminho mais experimental tomado, e mesmo sendo voltado a um público de "nicho", o disco viria, de fato, a se tornar um álbum para as massas.

### Lançamento, promoção esingles
A última turnê da banda até o momento, a Black Celebration Tour, havia sido finalizada em 16 de agosto de 1986. Durante alguns meses, a banda prosseguiu com a divulgação do disco, iniciando as gravações de Music for the Masses em fevereiro de 1987.
Em 27 de abril de 1987, numa aparição na rádio francesa NRJ, os então quatro membros da banda promoviam o primeiro single da era, "Strangelove", lançado em 13 de abril de 1987. Em agosto de 1987, no dia 24, lançava-se o segundo single do álbum: "Never Let Me Down Again". Alguns anos depois, em 1993, Martin diz em entrevista para a Rolling Stone que a canção já foi interpretada de formas bastante diferentes. Ele se recorda que, certa vez, "duas pessoas diferentes vieram até mim num show uma noite e disseram, 'Eu gosto bastante daquela música'. Uma delas achou que [a canção] era um hino gay. A outra pensou que era um hino às drogas. Ambas amaram a canção, então tá tudo bem pra mim."
Em setembro de 1987, poucos dias antes do lançamento oficial do disco, Martin Gore e Andy Fletcher foram aos estúdios da Radio España para conceder uma entrevista sobre a futura Music for the Masses Tour, que começaria em Madrid. Naquela manhã, a banda havia performado no programa de TV espanhol 'Sabado Noche'. Poucas horas depois, o restante dos membros se encontrariam com Gore e Fletcher para gravação de um segundo programa, 'A Tope'. Como forma de promoção do álbum, o Depeche Mode partiu em viagem por todos os países escandinavos, concedendo entrevistas. Na Dinamarca, a banda apareceu na Danmarks Radio em Soborg (perto de Copenhague), dando entrevista tanto para a rádio quanto para outros canais (incluindo televisivos) fora da estação.
O disco foi finalmente lançado em 27 de setembro de 1987.
Em 28 de dezembro, "Behind The Wheel" era lançada como terceiro single do disco. Já em 16 de maio do ano seguinte, a faixa "Little 15" finalizava os singles da era.
A turnê de acompanhamento e promoção do álbum foi a Music for the Masses Tour, registrada em sua parte final no documentário 101, lançado em março de 1989. O documentário marca um período onde a banda se tornou verdadeiramente global, o que culminou no 101º show (daí o nome 101), ocorrido no Pasadena Rose Bowl, que totalizou cerca de 70 mil pessoas.

## Arte da capa
O megafone (ou sua icônica representação) na capa do disco foi utilizado na época do lançamento do álbum em eventos de imprensa, na capa dos singles e também durante a turnê. Alan Wilder credita o uso do megafone a Martyn Atkins, que já era um colaborador do Depeche Mode por bastante tempo. "[Martyn veio] com essa ideia de um alto-falante, mas, pra dar esse elemento meio irônico do título, colocando o alto-falante em uma posição que não tinha nada a ver com as massas. Era, na verdade, o contrário. Então você acaba com essa coisa meio estranha, onde você tem esses megafones ou alto-falantes no meio de um lugar onde não se encaixa de jeito nenhum, tipo um deserto, ou algo parecido."
A arte da capa de Music for the Masses foi "bastante inteligente", afirma John Freeman do The Quietus. A arte criada por Martyn Atkins era um "ilustroso" design, com seu conceito de "propaganda e espaços abertos" criado sobre um imagério de padrões da Alemanha Oriental e fotografias de paisagem. A locação desértica natural em questão era o Peak District.
Uma capa alternativa inicial foi rejeitada para o álbum. Também tinha sido feita por Martyn Atkins, tendo uma cópia de teste de prensagem sido leiloada por Wilder em 2011. Nela, aparecia um design branco e laranja do megafone emitindo ondas de som.

## Letras e composição
Com os lançamentos de A Broken Frame, Construction Time Again, Some Great Reward e Black Celebration, a banda criou um nicho para si mesma no emergente gênero da electronica. Com cada era, contudo, eles lentamente foram trazendo mais apelo para uma crescente audiência. Nesse contexto, surge o Music for the Masses, descrito por Andy Healy, da Albumism, como "um misto rico, consistente e cheio de camadas de sexo, drogas, isolamento, obsessão, escuridão e contemplação." Naquele ponto, Depeche Mode passou a se basear menos em samples e sons não convencionais em sua produção, criando uma nova visão musical. Apesar de ainda serem fortes elementos as letras niilistas, vocais poderosos e sombrios, foi possível enxergar uma identidade renovada para o Depeche Mode. O som da banda agora integrava elementos mais orgânicos (uso de guitarras, por exemplo), se tornando, de certa forma, mais amigável para o típico som de estádio.
Mas não somente o disco marcou um crescimento musical, como temático em suas letras. Desde a saída de Vince Clarke (que viria a formar Yazoo e, depois, o Erasure), Martin Gore havia tomado o carro-chefe na composição das letras. As letras do compositor, ainda que transbordando com duplos sentidos e jogos de palavras críticos, são apresentadas com uma sinceridade íntima e de partir o coração. Ele captura um senso de receio romântico, vulnerabilidade e alegria sexual em faixas como "Strangelove", onde o conceito de BDSM é misturado com os altos e baixos usuais de relacionamentos.

### Faixa a faixa
O disco se inicia com "Never Let Me Down Again", a "maneira perfeita de se iniciar um álbum". Em sua introdução, um riff de guitarra abafado aparece como o primeiro elemento da faixa. Logo um som metálico suavizado é acompanhado de uma bateria massiva, quando um efeito de piano de jazz introduz o primeiro verso. Com letras que são interpretadas de uma ode às drogas a um hino gay, a produção eufórica e de estádio de "Never Let Me Down Again" traz um sensação de ambição e prossegue no álbum com um sentimento de grandeza. Em uma entrevista para a Alternative Dance Party From Hell, Fletch afirma que, apesar de não poder falar muito sobre os significados das canções de Martin Gore, a música seria "apenas sobre inocência." Quando perguntado sobre a canção pela Rolling Stone em 1993, o compositor afirmou que "[Certa vez] duas pessoas diferentes vieram até a mim num show uma noite e disseram, 'Eu gosto bastante daquela música". Uma delas achava que [a canção] era um hino gay. A outra pensou que era um hino às drogas. Ambas amaram a música, então tá tudo bem para mim." Segundo o próprio Dave Bascombe, parte dos samples da bateria de "Never Let Me Down Again" teriam sido extraídos de um disco do Led Zeppelin, enquanto o coral que finaliza a faixa dando um tom caótico de fim do mundo, de Carmina Burana.
Em "The Things You Said", segunda faixa do álbum, Gore nos traz uma canção mais leve, sonoramente falando, se comparada à faixa anterior. Contudo, com o som etéreo da música, além da letra baseada em "rumores" espalhados por um provável interesse amoroso, as temáticas de um quase receio romântico são bem expressas aqui. O compositor, em entrevista para a revista francesa Best em abril de 1989, disse que "'The Things You Said' é o que 'Somebody' não foi, e é por isso que amo essa canção. Tem um bom lado e um lado mau. É sobre traição, sobre um homem que está desapontado com alguém que ele amava, mas que por sorte, ele tem amigos de verdade ao seu lado." Em seguida, na ordem de faixas, surge o single "Strangelove". Com a mistura de BDSM e os momentos diversos de um relacionamento, sendo espertamente interpretada por Gahan nos vocais, as letras da canção ganham um senso de força e poder quando traduzidas nos estilo forte de Dave. Alan Wilder, em entrevista posterior, afirma que a versão do single, que foi lançada primeiro, tinha uma sonoridade "bagunçada demais". Foi decidido, então, utilizar a versão de Daniel Miller como a versão final do álbum. Para Gore, Strangelove "está do lado certo da comercialidade. Tem uma linha, e se você pisar muito depois, se torna música pop genérica."
A religiosa "Sacred", que brinca com a dualidade da religião e traz a música como uma fonte de salvação, é a quarta faixa do disco. Fletch afirma que a canção é sobre amor, "o amor como uma crença". Em sua letra, algumas referências pseudo-sexuais são jogadas sobre trechos como "I'm a firm believer / And a warm receiver". Passando para "Little 15" e "Behind The Wheel", é percebido um contraste entre desejo sexual com a preservação da inocência. Sobre a primeira, Gahan disse a rádio KROQ em 1987 que "'Little 15' é sobre um menino, na verdade. Sabe, um monte de pessoas entenderam essa música de um jeito errado. Eles pensam que é sobre uma garotinha, mas não é. É na verdade sobre um garoto e sua mãe falando com ele. Diz, "Olha, você vai crescer e tudo e é assim que vai ser. Não é um mar de rosas, e logo você estará indo para o mau e grande mundo." Em 1989, a Spin rankeou "Behind The Wheel" como sendo o 30º maior single de todos os tempos. Liricamente, "Behind The Wheel" é uma óbvia metáfora, assim como um número de outras metáforas relacionadas a carros nas canções do século XX. "Behind The Wheel" fala sobre perder o controle e amar cada segundo. É sobre se entregar ao outro.
O talento do Depeche Mode em criar introduções peculiares para suas canções é provada mais uma vez no padrão de respiração bem sexual de "I Want You Now", sétima faixa do disco. A canção tem várias gemidos e suspiros, tanto masculinos como femininos ao longo de sua produção, o que acarreta na eroticidade da mesma. Um som bem marcante, originado de um acordião modificado, também se torna parte importante na música. Logo em seguida, tem-se "To Have and to Hold", antepenúltima faixa do disco. O forte e apreensivo lamento na faixa é um gospel obscuro, um pedido desesperado por salvação de um sentimento de pavor aterrorizante que te rodeia na maneira mais sedutora.
A penúltima faixa, "Nothing" (talvez a canção mais comercial do disco) se apresenta como um electropop puro colocado sobre um contexto lírico niilista, mas que parece quase zen na sua entrega. Nunca a frustração soou tão apelativa. Logo depois, "Pimpf", um instrumental épico e intenso, que marcou época sendo a faixa de abertura da turnê Music for the Masses, além da faixa escondida "Interlude 1", finalizam a obra como um todo (em sua listagem de faixas original) num senso de proporções épicas que toca num sentimento de desespero, raiva e desejo por algo a mais.

## Lista de faixas
Todas as faixas escritas e compostas por Martin L. Gore, exceto onde há nota. 
| Lado A |                           |         |  |
| N.º    | Título                    | Duração |  |
| 1.     | "Never Let Me Down Again" | 4:47    |  |
| 2.     | "The Things You Said"     | 4:02    |  |
| 3.     | "Strangelove"             | 4:56    |  |
| 4.     | "Sacred"                  | 4:47    |  |
| 5.     | "Little 15"               | 4:18    |  |

| Lado B |                                                                                                |         |  |
| N.º    | Título                                                                                         | Duração |  |
| 6.     | "Behind the Wheel"                                                                             | 5:18    |  |
| 7.     | "I Want You Now"                                                                               | 3:44    |  |
| 8.     | "To Have and to Hold"                                                                          | 2:51    |  |
| 9.     | "Nothing"                                                                                      | 4:18    |  |
| 10.    | "Pimpf" (inclui uma faixa escondida "Interlude #1 - (Mission Impossible)", que começa em 4:18) | 5:00    |  |

| Faixas bônus no CD de 1987 e nas versões em cassete |                                           |         |  |
| N.º                                                 | Título                                    | Duração |  |
| 11.                                                 | "Agent Orange"                            | 5:05    |  |
| 12.                                                 | "Never Let Me Down Again" (Aggro Mix)     | 4:55    |  |
| 13.                                                 | "To Have and to Hold" (Spanish Taster)    | 2:34    |  |
| 14.                                                 | "Pleasure, Little Treasure" (Glitter Mix) | 5:36    |  |

- No CD, há uma pausa de 20 segundos entre "Pimpf" e "Interlude #1", seguido de uma pausa de 30 segundos entre "Interlude #1" e "Agente Orange".
- Em algumas cópias do cassete, o álbum é apresentado no lado A com as quatro faixas bônus de todo o lado B.

### Relançamento de 2006
| Music for the Masses (DTS 5.1, Dolby Digital 5.1 and PCM Stereo) |                                                                                                |         |  |
| N.º                                                              | Título                                                                                         | Duração |  |
| 1.                                                               | "Never Let Me Down Again"                                                                      | 4:47    |  |
| 2.                                                               | "The Things You Said"                                                                          | 3:55    |  |
| 3.                                                               | "Strangelove"                                                                                  | 4:38    |  |
| 4.                                                               | "Sacred"                                                                                       | 5:01    |  |
| 5.                                                               | "Little 15"                                                                                    | 4:14    |  |
| 6.                                                               | "Behind the Wheel"                                                                             | 5:17    |  |
| 7.                                                               | "I Want You Now"                                                                               | 3:28    |  |
| 8.                                                               | "To Have and to Hold"                                                                          | 3:08    |  |
| 9.                                                               | "Nothing"                                                                                      | 4:12    |  |
| 10.                                                              | "Pimpf" (inclui uma faixa escondida "Interlude #1 - (Mission Impossible)", que começa em 4:18) | 4:55    |  |

| Short film |                                                             |         |  |
| N.º        | Título                                                      | Duração |  |
| 1.         | "Depeche Mode 87–88 (Sometimes You Do Need Some New Jokes)" | 37:02   |  |

| Bonus 5.1 audio mixes (DTS 5.1, Dolby Digital 5.1 and PCM Stereo) |                                           |         |  |
| N.º                                                               | Título                                    | Duração |  |
| 11.                                                               | "Agent Orange"                            | 5:31    |  |
| 12.                                                               | "Never Let Me Down Again" (Aggro Mix)     | 4:58    |  |
| 13.                                                               | "To Have and to Hold" (Spanish Taster)    | 2:36    |  |
| 14.                                                               | "Pleasure, Little Treasure" (Glitter Mix) | 5:38    |  |

| Bonus tracks (in PCM Stereo) |                                          |         |  |
| N.º                          | Título                                   | Duração |  |
| 11.                          | "Agent Orange"                           | 5:05    |  |
| 12.                          | "Pleasure, Little Treasure"              | 2:53    |  |
| 13.                          | "Route 66"                               | 4:11    |  |
| 14.                          | "Stjarna"                                | 4:25    |  |
| 15.                          | "Sonata No.14 in C#m (Moonlight Sonata)" | 5:36    |  |